# Schlacht bei Rovereto
1792

Porrentruy – Marquain – Quiévrain – Verdun – Thionville – Valmy – Lille – Mainz (1792) – Jemappes
1793

Aldenhoven I – Namur – Neerwinden – Mainz (1793) – Famars – Valenciennes (1793) – Arlon (1793) – Hondschoote – Meribel – Avesnes-le-Sec – Pirmasens – Toulon – Fontenay-le-Comte – Cholet – Lucon – Trouillas – Dünkirchen – Le Quesnoy – Menin I – Wattignies – Weißenburg I – Biesingen – Kaiserslautern I – Weißenburg II
1794

Boulou – Landrecis – Menin II – Mouscron – Martinique – Guadeloupe – Tourcoing – Tournai – Kaiserslautern II – San-Lorenzo de la Muga – 13. Prairial – Fleurus – Kaiserslautern III – Vosges – Aldenhoven II
1795

Cornwallis’ Rückzug – Genua – Groix – Hyeres – Handschuhsheim – Mainz (1795) – Mannheim – Loano
1796

Montenotte – Millesimo – Dego – Mondovì – Lodi – Borghetto – Castiglione – Mantua – Siegburg – Altenkirchen – Wetzlar – Kircheib – Kehl – Kalteiche – Friedberg  – Malsch – Neresheim – Sulzbach – Deining – Amberg – Würzburg – Neufundland – Rovereto – Bassano – Limburg – Biberach I – Emmendingen – Schliengen – Caldiero – Arcole – Irland
1797

Fall von Kehl – Rivoli (1797) – St. Vincent – Diersheim – Santa Cruz – Neuwied – Camperduin
Bei der Schlacht bei Rovereto kam es am 4. September 1796 in der Nähe der kleinen Stadt Rovereto in der Grafschaft Tirol im Zuge des Italienfeldzuges im Rahmen des Ersten Koalitionskrieges zu einer bewaffneten Auseinandersetzung zwischen der französischen Italien-Armee unter General Napoleon Bonaparte und den Truppen Österreichs unter dem Befehl Paul von Davidovich, welche mit einem Sieg der Franzosen endete.

## Hintergrund
Nach der Niederlage in der Schlacht bei Castiglione am 5. August zog sich die österreichische Armee unter Feldmarschall Dagobert von Wurmser nach Norden nach Trient zurück, während die Franzosen die Belagerung von Mantua wieder aufnahmen.

## Pläne
Trotz der Niederlage von Castiglione befahl Kaiser Franz II. einen zweiten Versuch des Entsatzes für die belagerten österreichischen Truppen in Mantua, weswegen Wurmsers neuer Generalstabsoffizier FML Franz von Lauer Pläne für eine Offensive entwickelte. Die Division Mészáros wurde im Zuge der Vorbereitungen auf 10.700 Mann aufgestockt und der Befehl gegeben, über Bassano del Grappa in Richtung Mantua vorzurücken. Währenddessen würde Wurmser 8.700 Mann aus Trient in das Brenta-Tal führen, dann nach Osten ziehen und schließlich nach Süden, um sich dann in Bassano mit Mészáros zu vereinigen und dann über Legnago gemeinsam nach Mantua marschieren. 
Die 17.300 Mann starke Besatzung von Mantua unter Joseph Canto d’Irles sollte gleichzeitige Angriffe auf die Belagerer starten, sobald sich Wurmsers Entsatzarmee nähern würde. Trient würde den Plänen zufolge von Davidovich mit 19.600 Mann verteidigt werden und er sollte südwärts ziehen, falls die Franzosen ihn geschwächt zu Gesicht bekämen. Lauer notierte, dass die französische Armee „schwer während der letzten Gefechte gelitten hat, und sich weder ordentlich erholt noch bedeutende Verstärkungen erhalten hat.“ Darauf vertrauend sah Lauer voraus, dass die französische Armee sich wohl lange genug ruhig verhalten würde, um die österreichischen Entsatzbemühungen nicht wesentlich zu stören.
Tatsache war jedoch, dass die französische Regierung einer Strategie zusprach, welche die Entsendung der Italien-Armee in Richtung Norden über den Brennerpass vorsah, um sich dann mit der Armee von General Jean-Victor Moreau in Bayern zu vereinigen. Dementsprechend plante Bonaparte, 33.000 Soldaten aus den Divisionen der Generale Claude-Henri Belgrand de Vaubois, André Masséna und Pierre Augereaus zusammenzuziehen und mit dieser Streitmacht auf Trient loszuziehen. Seine verbleibenden 13.500 Mann würden weiterhin Mantua belagern und die Frontlinie an der Etsch zwischen Verona und Legnago halten. Auch gab Bonaparte den Generalen Charles de Kilmaine und Jean Sahuguet Befehl, eine Garnison in Peschiera del Garda zurückzulassen und sich hinter den Fluss Oglio zurückfallen zu lassen, für den Fall, dass sie einem Angriff der Österreicher aus dem Osten nicht widerstehen könnten.

## Vorgehen
Die 4.100 Mann starke Division von FML Karl Sebottendorf verließ Trient am 1. September 1796, bald gefolgt durch FML Peter von Quosdanovich 4.600 Soldaten; so blieb Davidovich mit 13.700 Mann zurück, welche er auf fünf Brigaden verteilte. Zwei dieser Brigaden stellte er unter dem Befehl der Generalmajore Joseph Vukasović und Johann Rudolph Sporck in der Nähe von Rovereto auf, eine ließ er in Trient unter Prinz Heinrich XV. von Reuss-Plauen, als Garnison zurück und die zwei letzten Brigaden dienten der Kontrolle der Valtellina- und Vorarlberg-Regionen. 
Auf französischer Seite lagerte Vaubois mit seinen 10.000 Mann zu dieser Zeit im Westen des Gardasees. Dort ließ er eine Brigade unter Generalmajor Jean Joseph Guieu den Gardasee per Schiff überqueren, während er mit seinen zwei anderen Brigaden den See im Norden umrundete, wonach er sich nach der Wiedervereinigung mit der Brigade von Guieu in Richtung Rovereto wandte. Währenddessen marschierten Massénas 13.000 Soldaten in nördliche Richtung im Etschtal. Augereaus 9.000 Mann wiederum, so Bonapartes Plan, sollten von Verona aus durch die Berge aufmarschieren und den Österreicher den Rückzug verwehren.
Am 3. September begann Masséna, die Außenposten von Vukasović anzugreifen, und trieb sie nach Marco auf das östliche Ufer der Etsch zurück, während Vaubois vereinzelte Elemente von Reuss' Brigade am Westufer zerschlug. Zu diesem Zeitpunkt war sich Wurmser vollkommen über die französische Bedrohung Trients im Klaren, hielt aber an seinen Plänen fest und setzte seinen Marsch durch das Brenta-Tal fort.

## Die Schlacht
Im Morgengrauen griff Massénas Division Vukasovićs Österreicher südlich von Rovereto in Marco an, wobei Brigadegeneral Claude-Victor Perrin gen. Victor eine halbe Brigade die Hauptstraße entlangführte und General Jean Pijon auf der einen Seite die Höhen besetzte. Nach starkem Widerstand zogen sich die Österreicher zurück, um nicht abgeschnitten zu werden, verfolgt durch den durch die österreichischen Stellungen brechenden Masséna. Nach dem Erreichen Roveretos hielt sich Vukasović mit seinen Soldaten in der Unterzahl tapfer bis zum Nachteinbruch, zog sich dann aber mit seinen verbleibenden Truppen und denen von Sporck nach Calliano zurück. Zu diesem Zeitpunkt hatte Vaubois bereits Mori auf dem Westufer eingenommen. 
Um eine weitere Aufreibung seiner Truppen zu verhindern, positionierte Davidovich daraufhin Oberst Karl Weidenfeld und das 22. Preissler Infanterie-Regiment in einer vortrefflichen Stellung im Etschtal auf, um den Rückzug der Truppen zu decken. Dennoch war die Moral des Regiments sehr niedrig, nachdem es Verluste erlitten hatte und aus mehreren Verteidigungsstellungen vertrieben worden war. Unter der Zuhilfenahme von Artilleriefeuer unter General Elzéar de Dommartin, gingen Massenas Truppen in schwerer Kolonnenformation zum Angriff über und durchbrachen die österreichischen Stellungen. Davon ausgehend, dass sie durch Weidenfelds Truppen gut gedeckt seien, erlaubten Vukasović und Sporck ihren Truppen sich ein Abendessen zu kochen, nachdem sie Calliano erreicht hatten. Am späten Nachmittag unterbrachen die Franzosen eben jene Vorbereitungen für das Abendessen, als sie das österreichische Lager stürmten, was die ungeordnete Flucht der Österreicher zur Folge hatte.

## Das Ergebnis
Die Franzosen erlitten 750 Verluste an diesem Tag, gegenüber 3.000 Verlusten auf österreichischer Seite, welche tot, verwundet oder gefangen waren, zuzüglich 25 Geschützen und 7 Flaggen. Während der Nacht verließ Davidovich Trient und zog sich nach Lavis zurück, wo er seine Truppen mit denen von Reuss vereinte. Masséna zog dann am 25. September in Trient ein, kurz darauf gefolgt von Vaubois. Zu dieser Zeit fand Bonaparte dann auch heraus, dass Wurmser ostwärts in das Brenta-Tal marschierte, um Mantua anzugreifen, woraufhin er die Strategie, sich mit Moreau zu vereinigen, verwarf und einen gewagten Plan ausarbeitete:
Anstatt sich mit seiner ganzen Armee in das untere Etschtal zurückzuziehen, befahl er Vaubois die Schluchten im Norden Trients mit 10.000 Mann zu blockieren, während der Rest der Armee mit seinen 22.000 Mann die Österreicher genau durch den Pass verfolgte, den diese benutzten. Dies war insofern ein sehr riskantes Unterfangen, als dass die Italien-Armee für die gesamte Dauer der Operation sich auf die Versorgung beschränken müssen würde, die es über die lokal erhältlichen Güter erreichen konnte, und selbst eine zeitlich begrenzte Überprüfung des Brenta-Tales konnte dazu führen, dass das Heer inmitten der Alpen verhungerte.
Am 5. September griff Vaubois Davidovich an und trieb in weiter nach Norden. Damit zufrieden, dass Davidovich keine Bedrohung mehr darstellte, entsandte Bonaparte Augereaus Division nach Levico Terme auf die Spur Wurmsers und schickte kurz danach Massena mit seiner Division Augereau nach. Dies sollte die Bühne für die darauf folgende Schlacht von Bassano am 8. September schaffen.